# メッシウス・ポエブス・セウェルス
メッシウス・ポエブス・セウェルス (ラテン語: Messius Phoebus Severus　fl. 469年-470年) は、西ローマ帝国の政治家、哲学者。470年にフラウィウス・ヨルダネスと共に執政官を務めた。

## 生涯
ローマ出身。アレクサンドリアで、新プラトン主義の哲学者プロクロスに学んだ。同門には同門にはパンプレピウス（異教徒の詩人で後にイッルスの反乱を支持）、マルケッリヌス（マギステル・ミリトゥムまで出世し、後にイリュリクムで半独立勢力を形成）、アンテミウス (執政官を経て西ローマ皇帝に就任)、イッルストリウス・プサエウス (465年にオリエンス道長官、467年に執政官)がいる。この間にセウェルスは政界に幻滅し、一時はそこから離れて、自身の豊富な蔵書を使って生徒を集めていたこともあった。
467/469年、セウェルスはローマに帰った。すると470年、西ローマ皇帝になっていたアンテミウスにより執政官に就く栄誉とパトリキウスの身分、さらにプラエフェクトゥス・ウルビ（首都長官）の役職まで与えられた。ダマスキオスによれば、セウェルスとアンテミウスは秘密裏に異教を再興しようと画策していた。またセウェルスは在任中にコロッセウムの一部を再建している。